# Chaînon Franconia
Le chaînon Franconia (anglais : Franconia Range) est un chaînon des montagnes Blanches dans le New Hampshire, aux États-Unis.
La crête Franconia (anglais : Franconia Ridge) est une crête du chaînon.

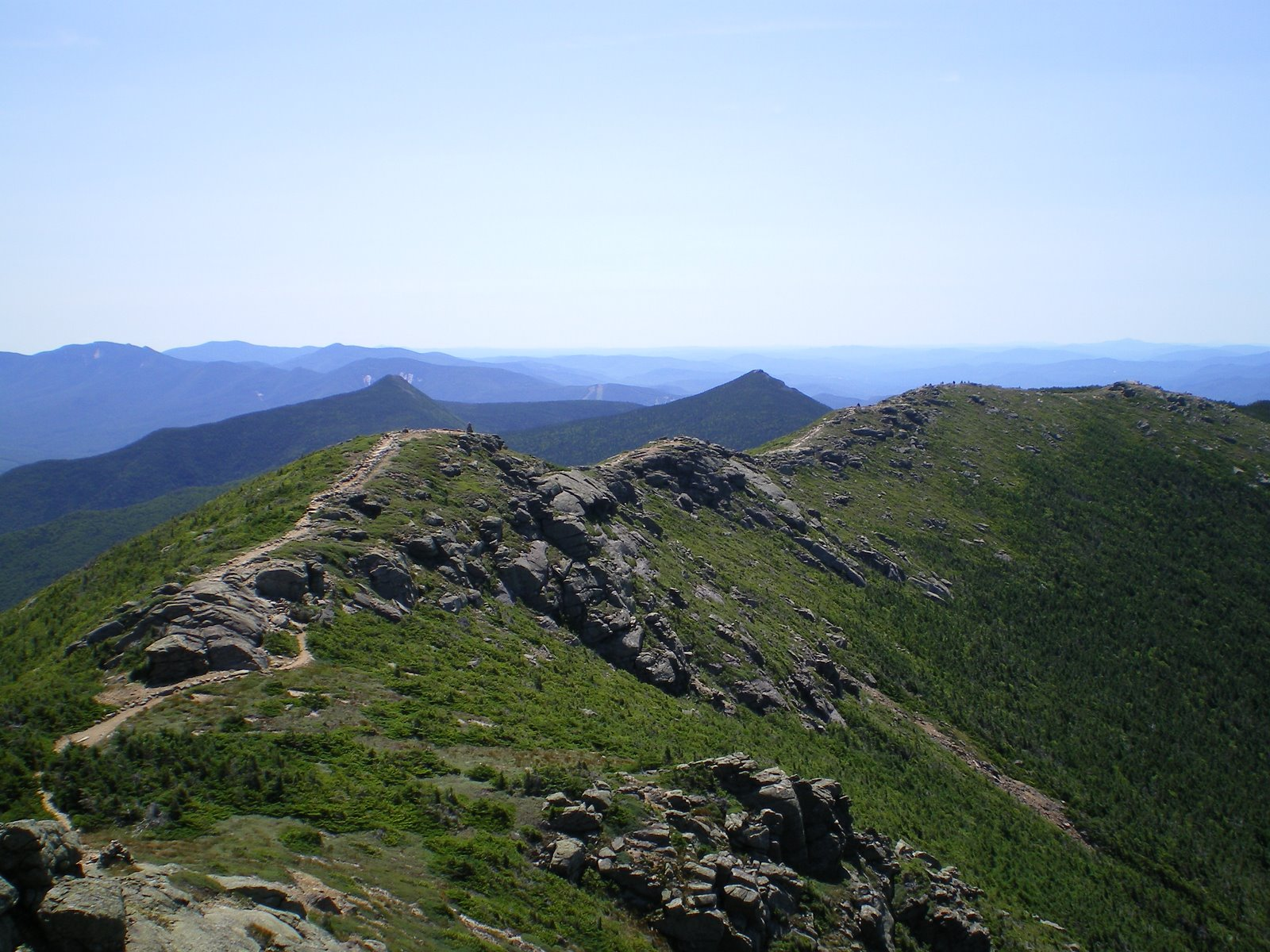
Vue sur la crête Franconia depuis le mont Lincoln.